# Stora Buskören
Stora Buskören är en ö i Finland. Den ligger i Finska viken och i kommunen Borgå i den ekonomiska regionen  Borgå i landskapet Nyland, i den södra delen av landet. Ön ligger omkring 37 kilometer öster om Helsingfors.
Öns area är 0,6 hektar och dess största längd är 150 meter i öst-västlig riktning. I omgivningarna runt Stora Buskören växer i huvudsak blandskog. Runt Stora Buskören är det ganska tätbefolkat, med 67 invånare per kvadratkilometer. Närmaste större samhälle är Borgå, 12,0 km norr om Stora Buskören.